# Archidiecezja Gulu
Archidiecezja Gulu – diecezja rzymskokatolicka w Ugandzie. Powstała w 1923 jako prefektura apostolska Nilu Równikowego. Wikariat apostolski od 1934, przemianowany na wikariat Gulu w 1950. Diecezja od 1953, archidiecezja od 1999. Archidiecezja posiada do dyspozycji księży 681 kaplic. 

## Działalność
Archidiecezja Gulu prowadzi 63 żłobki/przedszkola, 427 szkół podstawowych, 41 szkół średnich oraz 2 szkoły wyższe.
Na terenie archidiecezji pracuje 965 katechetów, a w seminariach kształci się 64 kleryków.
Do dyspozycji miejscowej ludności są 3 szpitale oraz 13 przychodni prowadzanych przez kościół. 

## Biskupi diecezjalni
- Metropolici Gulu
  - Abp John Baptist Odama (1999-2024)
  - Abp Raphael p’Mony Wokorach (2024-nadal)
- Biskupi  Gulu 
  - Bp Martin Luluga (1990 – 1999)
  - Bp Cipriano Biyehima Kihangire (1968– 1990)
  - Bp Giovanni Battista Cesana, M.C.C.I. (1953 – 1968)
- Wikariusze apostolscy Gulu 
  - Bp Giovanni Battista Cesana, M.C.C.I. (1950 – 1953)
- Wikariusze apostolscy Nilu Równikowego
  - Bp Angelo Negri, M.C.C.I. (1934 – 1949)
- Prefekci apostolscy Nilu Równikowego
  - O. Antonio Vignato, M.C.C.I. (1923– 1933)